# Gladius (Computerspiel)
Gladius ist ein taktisches Rollenspiel, das von LucasArts entwickelt und veröffentlicht wurde. Es wurde 2003 für die Videospielkonsolen Nintendo GameCube, Xbox und PlayStation 2 veröffentlicht.

## Beschreibung
Das Spiel ermöglicht es dem Spieler, eine Schule von Gladiatoren zu bauen und sie in den Kampf gegen gegnerische Schulen zu führen, um Ruhm und Ehre zu erlangen. Die Handlung konzentriert sich auf einige der Hauptfiguren und beeinflusst langsam die Entscheidungen der Gruppe, was schließlich zu einem letzten großen Kampf führt, der die Fähigkeiten aller Mitglieder der Schule auf die Probe stellt.
Wie in vielen Rollenspielen statten die Spieler ihre Charaktere mit Ausrüstung aus, um ihre Fähigkeiten zu verbessern, und wenn sie Kämpfe gewinnen, sammeln sie Erfahrung, die es ihnen ermöglicht, neue Ausrüstung anzuziehen und neue Quests zu übernehmen. Durch das Gewinnen bestimmter versteckter oder schwieriger Wettbewerbe können die Spieler außerdem einzigartige Charakterklassen wie Yetis, Minotauren und Untote rekrutieren. Das Kämpfen in Gladius verwendet einen rundenbasierten Mechanismus. Ähnlich der Bedienung von Golfsimulationen wird die Genauigkeit und Effektivität von Schlägen mit einer Schwunganzeige bestimmt.

## Rezeption
4Players hob die große Handlungs- und Entwicklungsfreiheit und das motivierende Gameplay positiv hervor. Zudem sei der orchestrale Soundtrack gelungen. Die Spielwelt sei jedoch sehr klein, Gegner werden nur durch ihre schiere Masse zu einer ernsthaften Bedrohung. Die rundenbasierten Gladiatorenkämpfe seien auf Dauer eintönig und die Handlung eher dünn. Die deutsche Übersetzung sei stark fehlerhaft, wobei das Spiel trotzdem gut von den Sprechern synchronisiert wurde. Auf der PlayStation 2 gibt es Probleme mit der Performance, die die Spielbarkeit beeinträchtigen.